# Microserica globulosa
Microserica globulosa är en skalbaggsart som beskrevs av Moser 1915. Microserica globulosa ingår i släktet Microserica och familjen Melolonthidae. Inga underarter finns listade i Catalogue of Life.